# 此の友酒造
此の友酒造株式会社（このともしゅぞう）は、兵庫県朝来市山東町矢名瀬町にある、1690年（元禄3年）創業の酒造メーカー。

## 特色
- 但馬杜氏の伝統を継承する。
- 地元産の山田錦100%の酒をめざし、栽培されなくなった但馬産山田錦を復活させる。
- 洗米から仕込みまでのすべてを、但馬と丹波の境、粟鹿山の地下水を使用する。
- 但馬で唯一の地焼酎を製造できる会社。
- 全国でも珍しい五穀米の焼酎を製造(米・大麦・そば・あわ・きび)　商品名「天のひぼこ」として販売。
- 平成8年全国新酒鑑評会にて金賞を受賞。

## 代表銘柄
- 清酒 但馬
- 純米 古酒
- 五穀米焼酎 天のひぼこ（あめのひぼこ）
- 米焼酎 但馬コウノトリボトル
- リキュール 天のひぼこ ゆず酒

## 受賞歴
全国新酒鑑評会
平成14酒造年 - 29酒造年
- 「但馬」金賞受賞 - 平成29年受賞